# تافتون

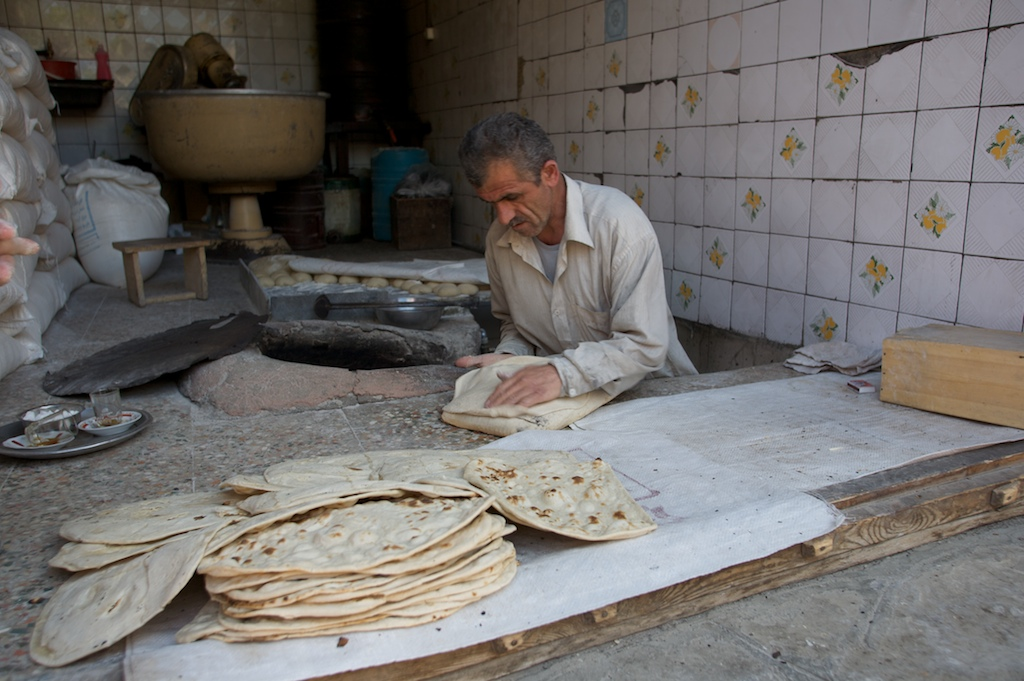
پخت نان تافتون به شیوه سنتی در ماسوله

نان تافتون یا تافتان نان سنتی ترد و مسطحی است که از خمیر فطیر یا خمیر «کم ورآمده» پخته می‌شود. این نان از آرد سفید سبوس گرفته، آب، نمک، مخمر صنعتی یا خمیر ترش طی فرآیندهای تخمیر تهیه شده و پس از شکل‌دهی به صورت خاص خود بر روی سطح داغ پخته می‌شود.
قرص نان تافتان به شکل دایره به قطر تقریبی ۴۰ سانتی‌متر به ضخامت ۳ الی ۴ میلی‌متر و به منظور پخت کامل و رسیدن حرارت به سطح دایره شکلی نان، سوراخ‌هایی را روی آن با پنجه دست یاچرخ دنده ایجاد می‌کنند و معمولاً در دو نوع تنور سنتی و دستگاهی و با اندازه‌های کوچک و بزرگ پخت می‌شود.

## نام
تافتان و تفتان در گویش تهرانی به تافتون بدل شده و از «تافت» یا «تفت»، به‌معنی تاب، تَف، تب و گرمی، و پسوندِ «-ان» ساخته شده است.

## طرز تهیه نان تافتون
مخلوط آرد سفید، آب و مخمر که قبلاً توسط نانوا تهیه گردیده و مقداری در حدود ۲۰۰ گرم شیرهٔ خرما در هر ۱۰ کیلوگرم آرد را خمیر می‌کنند. خمیر را پس از مخلوط به صورت چانه‌های ۴۲۰ الی ۵۰۰ گرمی درآورده و ضمن پهن و یکنواخت کردن خمیر توسط وردنه با دنده‌های مخصوص فلزی سوراخ سوراخ نموده و به کمک بالشتک (ناونده) به دیوارهٔ تنور می‌چسبانند.

## نگارخانه

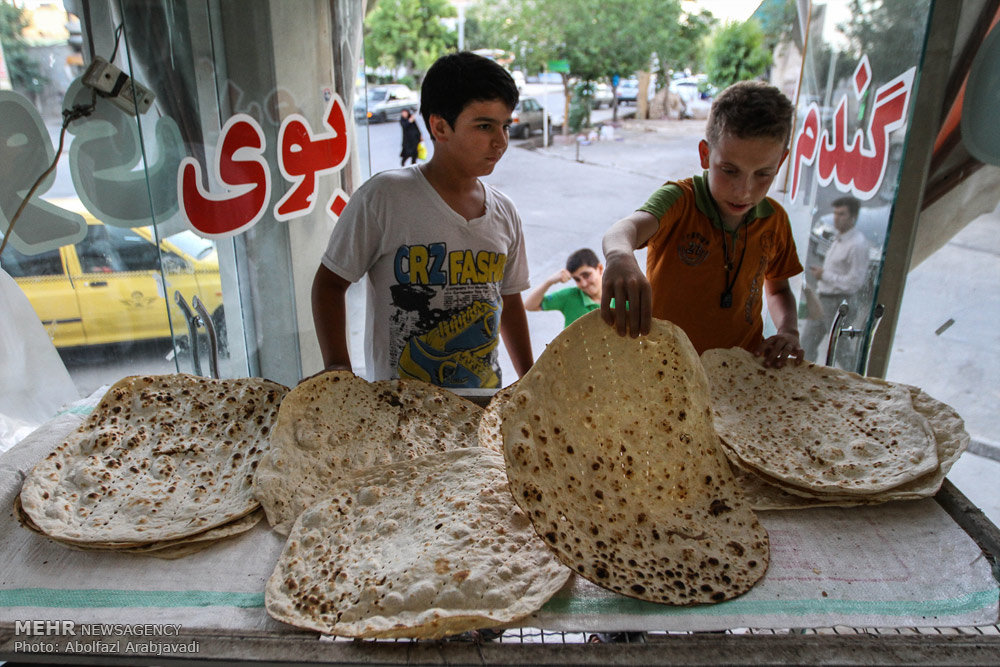
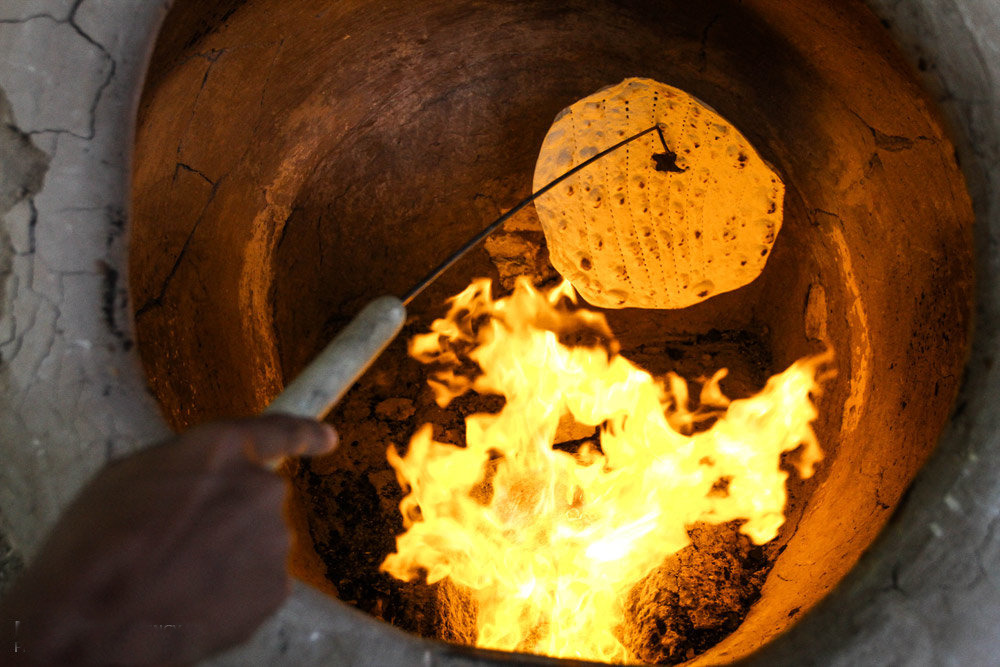
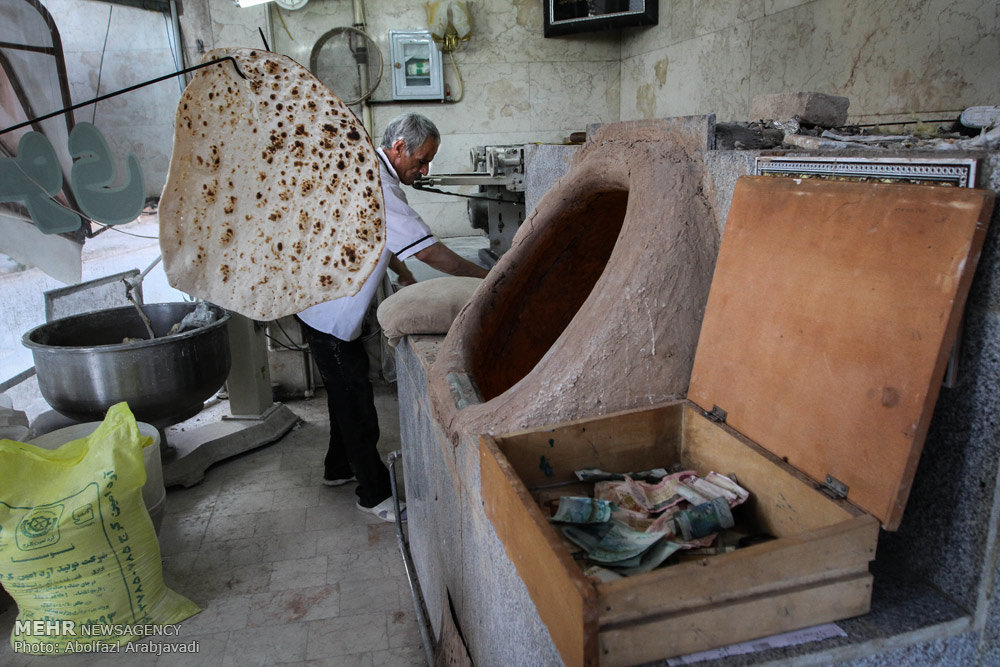
استفاده از سیخ مخصوص برای گذاشتن و برداشتن نان داخل تنور.
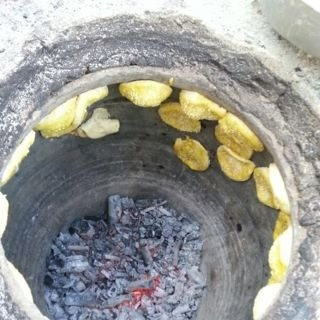
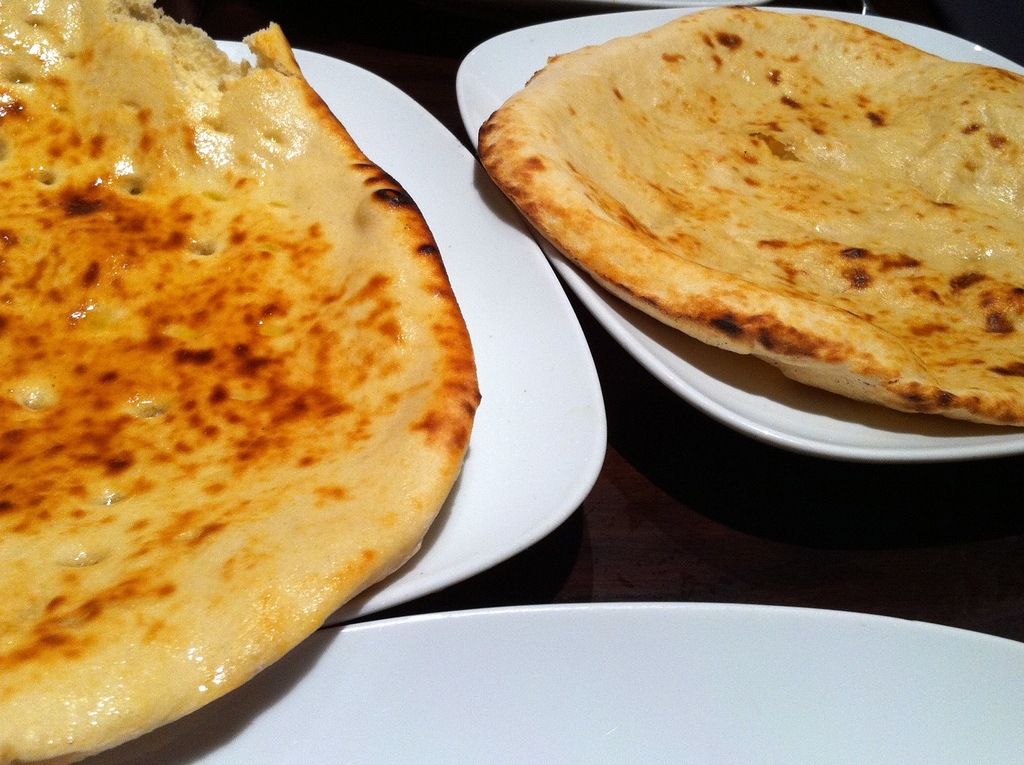